# Xanthopleura sandion
Xanthopleura sandion là một loài bướm đêm thuộc phân họ Arctiinae, họ Erebidae.